# 二七大罷工
二七大罷工，又称京汉铁路工人大罢工或二七工仇，發生於1923年2月。由中國京漢鐵路總工會舉行的單純內部集會，因军阀吴佩孚、曹锟等人的干涉最後演變成罷工事件。尔后，事态扩大为工人与军警间的流血衝突，江岸分工会委员长林祥谦、总工会法律顾问施洋被害。最终工人于9日复工，罢工以失败告终。最终统计因罢工而死者52人（五十二烈士），伤者百余人，被开除或逃难者达数千人。
二七罷工比稍早的安源地區工運更為嚴重，也再度凸显1920年代中國貧富不均與工作條件不佳的状况。

## 背景

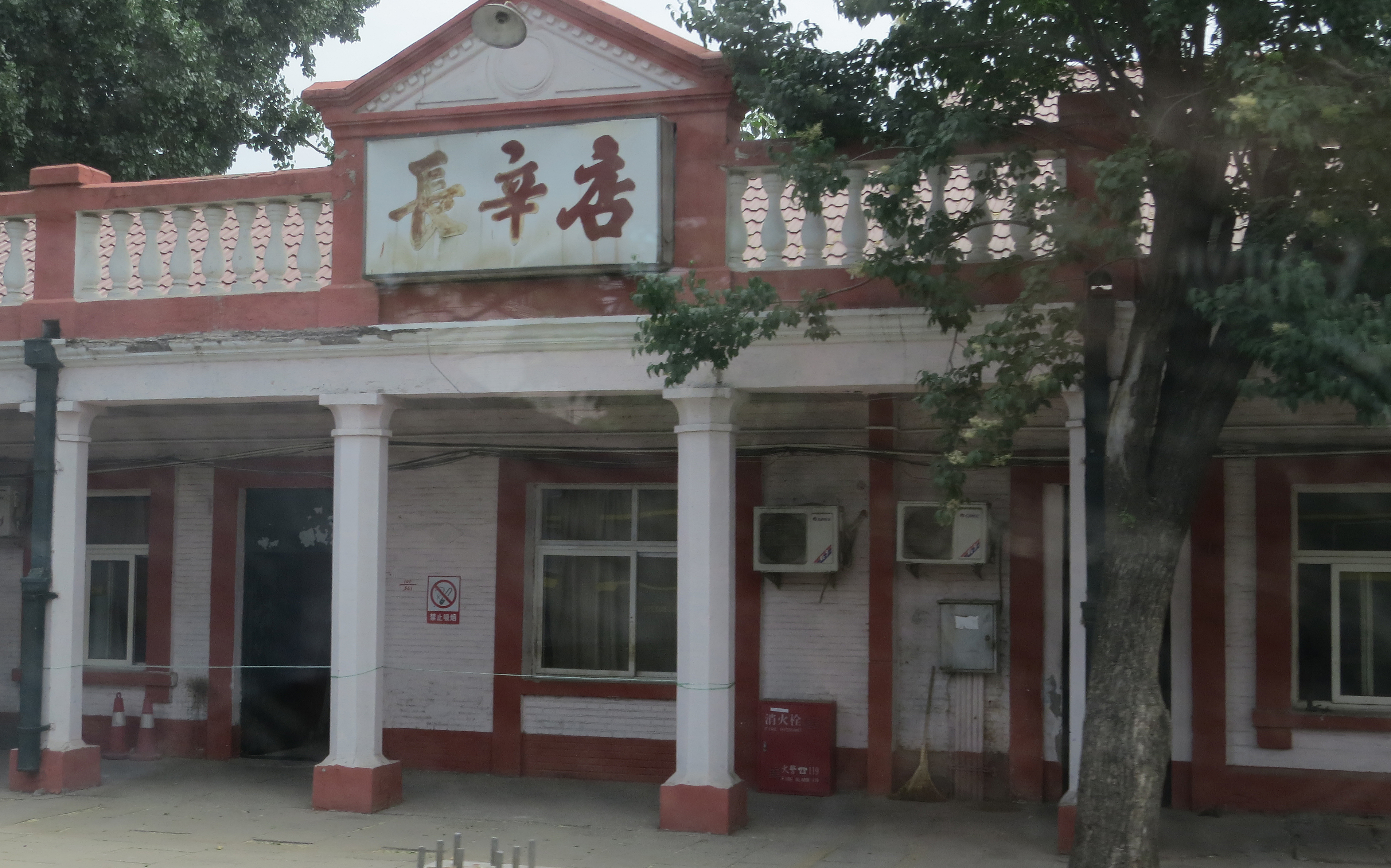
长辛店站（2016年）

### 早期工人的生活情况
早期京汉铁路的工人每日工作时间大于10小时，有时甚至达到14个小时，然而1913年时，工人的月平均工资仅有8至12元。加之资本家及工头以各种理由克扣工钱，工人很难维持正常生活。在汉口江岸福建街一带的棚户区里，住着3000余名铁路工人。

### 工会的建立与变迁

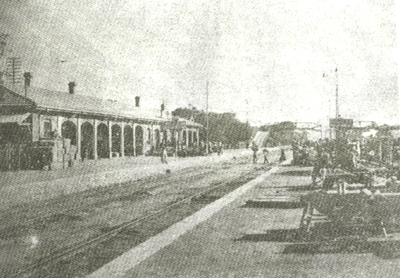
郑州站（1923年）

1921年中共一大之后，中国共产党成立了领导工人运动的中国劳动组合书记部。自1922年1月始，中国第一次工人运动高潮开启，在1923年2月迄13个月的时间里，中国发生大小罢工100余次，参加人数达到了30万以上。在此期间，京汉铁路工人已经进行了数次罢工并援助了诸如香港海员大罢工、粤汉铁路罢工等其它路局及行业的工人运动。

#### 长辛店与郑州
长辛店车站，乃是京汉铁路北段的重要车站，又因周边有诸如长辛店机厂（今二七车辆厂）等附属机构组织，工人众多。1921年，长辛店工人参与了北京大学马克思主义学会开办的劳动补习学校。当年秋，长辛店京汉铁路工人俱乐部成立。1922年4月9日，在长辛店召开了第一次京汉铁路总工会筹备会议。
郑州车站，乃是京汉铁路中部的重要车站，又与陇海铁路接轨，周边亦有郑州机厂等附属机构组织，工人亦众多。1922年8月和1923年1月，在长辛店召开了第二和第三次京汉铁路总工会筹备会议。

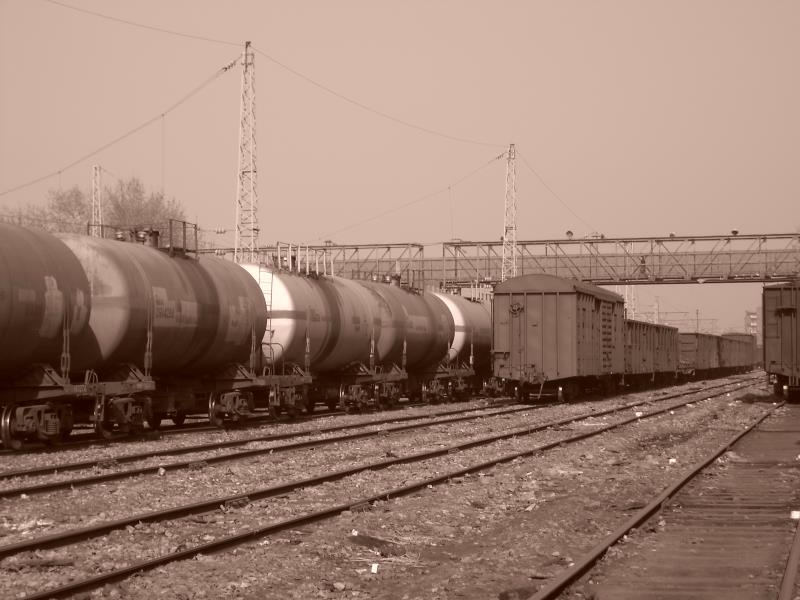
江岸站（2000年代）

#### 汉口江岸
汉口江岸车站，乃是京汉铁路南段的重要车站，又因周边有诸如江岸机厂（后江岸车辆厂）、江岸机务段等工厂及附属组织，工人众多。
1921年1月22日，江岸京汉铁路工人俱乐部成立，当日召开了成立大会，并在会场中高悬“劳工神圣”的匾额。江岸机厂厂长杜拉克、江岸机务段、江岸车站等铁路单位的负责人亦到会表示祝贺。大会推选杨德甫任俱乐部主席、林祥谦任财务干事、项德隆（项英）任文书，并聘请施洋为法律顾问。该年冬书记部派包惠僧到江岸与铁路工人接触。
1922年5月1日，俱乐部改名“江岸京汉铁路工人俱乐部南段总部”，该俱乐部涵盖驻马店、广水、漯河等地。同月，书记部派项英到江岸站。尔后，俱乐部开办夜校教授工人以识字读书之本领，实际上此是中国共产党吸引和联系工人的方式。在此过程中，林祥谦、周天元等人入党，并以这些工人为骨干，建立工会并发展斗争。

## 主要经过

### 总工会建立受阻
1923年初，历经三次筹备会议（22年4月9日于长辛店、22年8月11日与郑州、23年1月5日于郑州），中国共产党决定成立京汉铁路总工会，并决定于1923年2月1日在郑州召开成立大会。在武汉中国共产党组织领导下，汉口江岸率先成立了“京汉铁路江岸分工会”。杨德甫因担任京汉铁路总工会筹备委员会主席而卸任江岸分工会委员长一职，该职经选举由林祥谦担任。同时选举项德隆为秘书、曾玉良为纠察队长，朱兰田为交际干事、姜肇基为调查队长，并继续聘请施洋为法律顾问。筹备委员会此之后登报宣言其工会宗旨，并邀请各界人士前往郑州参加大会。

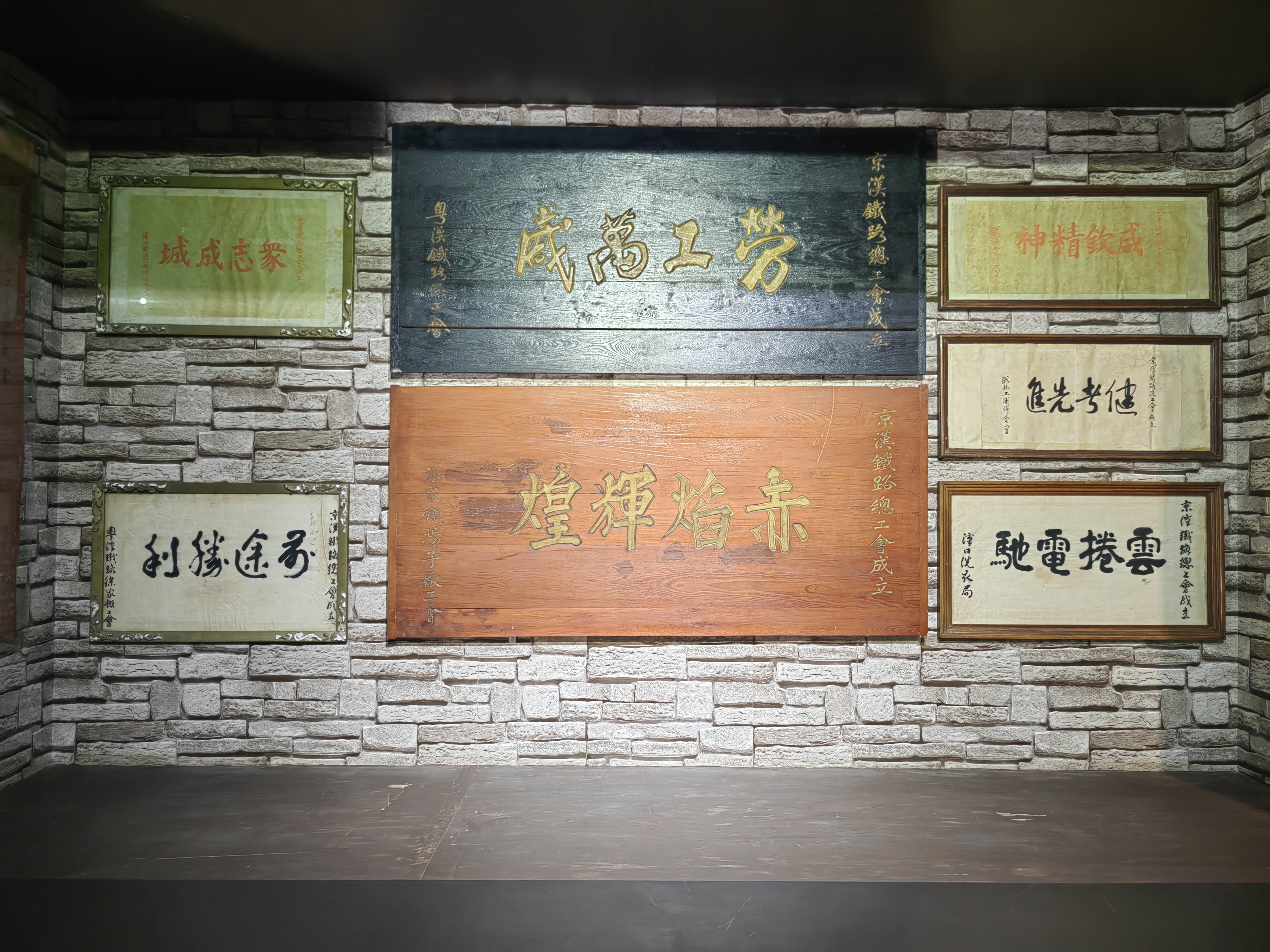
总工会成立时汉口各工会送来的牌匾（武汉二七纪念馆藏）

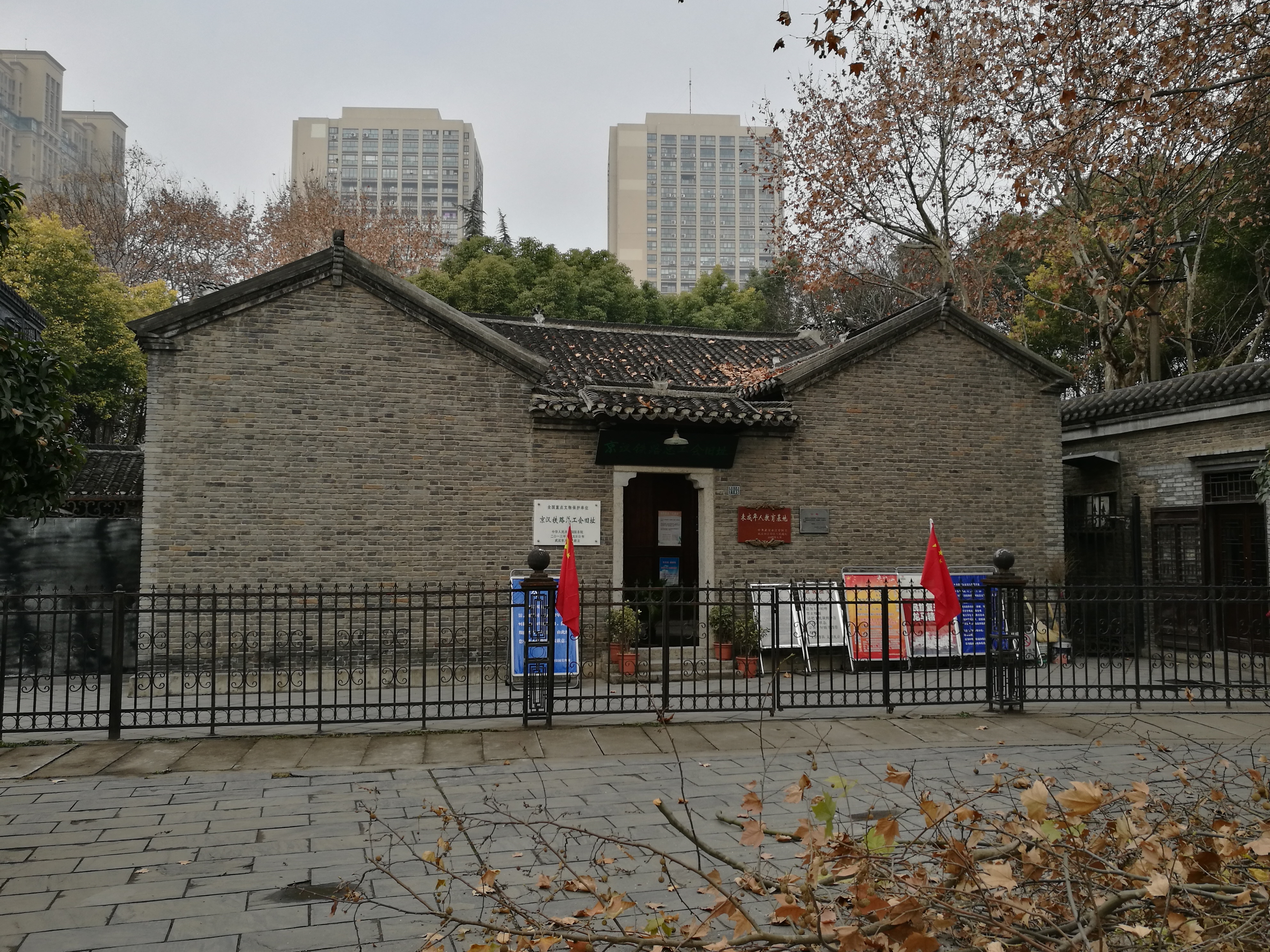
京汉铁路总工会旧址

1月25日，京汉铁路局局长赵继贤以及南段段长冯纭得知消息后，便致电吴佩孚要求阻止大会召开。吴当即下令郑州驻军长官靳云鹗，靳又下令至郑州警察局长黄殿辰。28日，黄到大会会场郑州普乐园声明禁止开会。由于当时京汉铁路全线代表及各界人士已经到达郑州，禁止开会的命令立即引起了参会工人的不满。30日，吴佩孚致电于总工会，召工人代表来洛阳商讨。代表紧急推选以杨德甫等五人当晚赶赴洛阳，向吴佩孚上陈总工会之宗旨。但是吴佩孚先说以电话商讨，后约定次日早晨商讨。次31日晨，吴佩孚仅派了手下官员前来敷衍恫吓。在代表一再坚持后遂与吴佩孚晤。然而吴不仅没有收回命令，反而有意回避话题，谈话除了吴宣称“保护劳工”外终未达成共识。当日晚，代表五人返郑，总工会决定照常开会。
2月1日，参加会议的工人代表遭遇军警阻拦。林祥谦、杨德甫等人冲破军警，在郑州普乐园剧场举行大会宣布京汉铁路总工会成立。随后军警包围了会场，强行解散会议，夺走“京汉铁路总工会”的大匾及各界人士送来的匾额等物，捣毁总工会和郑州分会会所，驱赶代表并封锁旅馆禁止其来往。当晚，京汉铁路总工会执委会秘密召开会议，决定将总工会临时总办公处转移到汉口江岸站，全路自2月4日起举行总罢工，并提出罢工所要达到的5个条件：
1. 撤革京汉铁路局局长赵继贤以及南段段长冯纭，撤革查办黄殿辰；
2. 路局赔偿成立大会之损失六千元；
3. 撤走郑州分工会的驻军，送回总工会匾额并道歉；
4. 星期日休息，工资照发；
5. 阴历年休假一星期，工资照发。

江岸分工会代表回到江岸后，在林祥谦等人指挥下，将原维护秩序的工人纠察队扩充成工人纠察团，团长罗海澄，副团长曾玉良、姜肇基；并从纠察团中挑选身强力壮者进入特别队，队长叶亮，副队长陈年伯，负责保卫工会和维持罢工秩序；还成立了调查队，队长白吉廷，负责打探敌情和监视军警动向。同时印发《京汉铁路总工会全体工人罢工宣言》、《敬告本路司员》、《敬告旅客》等宣传单，由所组织的宣传讲演队到各车站及街头巷尾张贴。2月3日，总工会领导成员在江岸开始办公。
长辛店分工会代表回到长辛店后，立即召开大会着手准备罢工，并向当时北洋各级政府发布了一份声明。待至大会解散，罢工随之开始。

### 总罢工开始

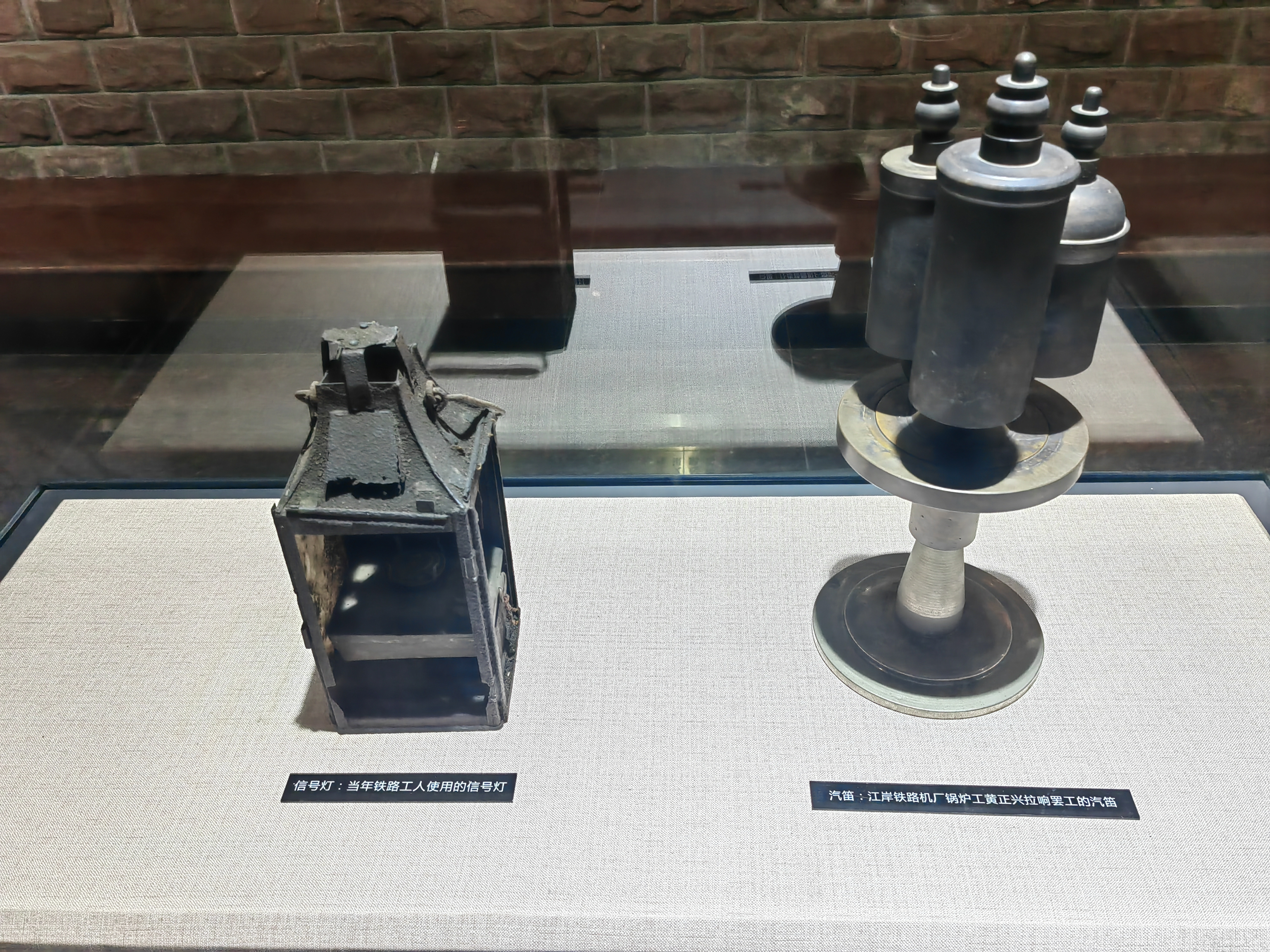
黄正兴在罢工时拉响的汽笛（右）（武汉二七纪念馆藏）

2月4日上午9时，林祥谦下达罢工命令。吴海发接过命令，奔至江岸机厂锅炉房。锅炉房烧火工黄正兴接过吴海发的罢工暗号“耳聋眼瞎，无食可求”，拉响了汽笛，自此，全路两万多工人举行大罢工。中国共产党黨員张国焘、项英、罗章龙、林育南、凌必应等领导此次罢工。京汉铁路十六所工会，近三万人联合行动，至当日午12时，京汉铁路已全线瘫痪。由于罢工过程中江岸分工会最先执行总工会的命令，因此罢工的重心和军警的注意力更多放在了江岸地带。

#### 汉口江岸
2月5日，湖北督军萧耀南接到吴佩孚镇压罢工的电报后，立即派出军队占领江岸机厂，驱散工人并逼迫总司机郑永棠、陈金升准备上工。同时，张楚才（张厚生）指使一名警官前往江岸分工会，要挟分工会交出杨德甫、朱蓝田、张廉光、罗海澄、林祥谦五人，但遭分工会以“无正当负责人前来恕不接待”为由拒绝。而后，调查队报告了司机郑、陈二人被逼迫开车的消息，林祥谦随即派遣纠察团至车头厂（后江岸机务段）将二人解救。张厚生以当天早上被拘捕的3名纠察团员为交换，要求换回两位司机。工会派项英、朱蓝田、张廉光、罗海澄四人到达张厚生设置在扶轮小学（今汉铁小学）的指挥部对峙。最终张担心事态扩大，释放了3名纠察团成员。
6日午12时，湖北全省工团联合会各工团、各行业工会在汉口市街游行后聚集江岸分工会门前召开慰问大会，并声明短日内得不到圆满结果各工团将一致举行同盟罢工。

#### 北京长辛店
2月5日上午，路局赵继贤亦接到了吴佩孚镇压罢工的电报，于是赵颁布了通告一则，要求长辛店工人12小时内复工；后又派遣三名官员到长辛店分工会谈判，要求“先复工，再谈判”，但遭分工会拒绝。下午1时，吴佩孚派遣军队包围长辛店，军队限制工人的人身自由并派遣密探查探底细及骨干情况。赵继贤在军队包围长辛店后数次派人与工会代表接洽。
6日，赵继贤发布命令严令拿下工会成员。午12时，路局从塘沽船厂运来新工人送往长辛店、保定、郑州，同时要求工人尽快复工。工人因未接总工会令而未理睬。后宛平县汤知事出面表示愿从中斡旋，工人再次以分工会无谈判权限因此拒绝。下午2时，从涿县方向有军队进驻长辛店。当晚11时，该部队下令抓捕工会成员，首先闯入总工会但一无所获，后又挨家挨户搜查，最终将史文彬等十一人逮捕。

#### 郑州
2月4日下午，靳云鹗召郑州分工会委员长高彬、姜海士、刘文松至司令部对峙，但三人出示总工会的命令后靳便让三人离去。
5日晚，一名军警前往高、姜二人家中，告知靳邀请二人至其所在的第十四师俱乐部讲话，二人遂至。二人到达彼处后便被扣押，刘文松闻讯表示愿同进退亦赶往俱乐部，因此也被扣押。6日晨又逮捕二人，名王宗培、钱能贵。
6日上午，如上五人被军警押送至郑州站示众，但工人不为所动。

### 二七惨案
2月7日，吴佩孚调动两万多军警，在京汉铁路局局长赵继贤（赵博学）配合下，在京汉铁路沿线汉口、郑州、长辛店等地对罢工工人进行鎮壓，导致52人死亡，300多人受伤，40多人被捕，1000多铁路工人被开除。死者包括领导罢工的共产党员，京汉铁路江岸分工会委员长林祥谦和武汉工团联合会法律顾问施洋。

#### 江岸惨剧
2月6日傍晚，张厚生派一部属来到江岸分工会，宣称次日下午5时官员将会前来谈判。分工会表示欢迎，但因与会代表需要由总工会决定，因此必须待至次日再议。汇报至总工会后，总工会决定谈判，但为保障工人代表安全，必须先在工人生活区隐蔽，待对方谈判代表出现后再出来。当晚，南段段长冯纭到达湖北督军府，要求以武力解决罢工。
2月7日上午10时，武汉各界代表由陈潭秋带领慰问，后因陈潭秋亦得知消息，遂让妇女先行离开，自己则留在江岸。下午3时，张厚生又遣一军官来到分工会，表示张业已获得代表许可准备前来谈判，但需要工会委员长及全体负责人在分工会集中便于谈判进行，后又索要工会领袖名单。林祥谦等人为防备不测，便出示了一份假名单，后又经过商讨派朱蓝田、张廉光、姜肇基、项英参加谈判。同时林祥谦指示特别队及纠察队员在分工会集中。该军官回到扶轮小学后将名单交给张厚生后，张发觉名单里没有林祥谦的名字，便意识到名单有伪。
下午4时，英国、日本将军舰靠岸，汉口租界鸣笛戒严。5时，纠察队员报告数艘载有士兵的轮船靠岸。随后，调查队员称军警兵分三路朝分工会进发：一路从江岸站、一路从三道街、一路从福建街。项英、林祥谦得知消息后，项示意林祥谦与其一同离开，但最终林祥谦派一纠察队队员护送项英离开，自己则继续坐镇并销毁领导人名单和文件。与此同时，军警与纠察队在分工会门前开始对峙。
傍晚5时20分，张厚生朝天鸣枪，军警闻枪声便朝工人开枪，数人倒地。曾玉良大怒，立即冲向前去和一个军警扭打，后被军警军官枪杀。随后，特别队副队长陈年伯、王先瑞、陈道忠中弹。随后军警又在住宿区对工人展开抓捕（实际上是借此名义抢劫），此期间诸如梅才咏、胡兴顺等工人也被射击致死。因被军警看上怀表，林祥谦弟林元成亦被杀害于三道街。在整个对峙与搜捕过程中，有37人被害，近30人负伤，包括林祥谦在内的60余人被捕。随后，张国焘、项英、杨德甫等工会及共产党领导被转移至汉口租界，大量罢工工人外逃，同时萧耀南将施洋抓捕至督军府。

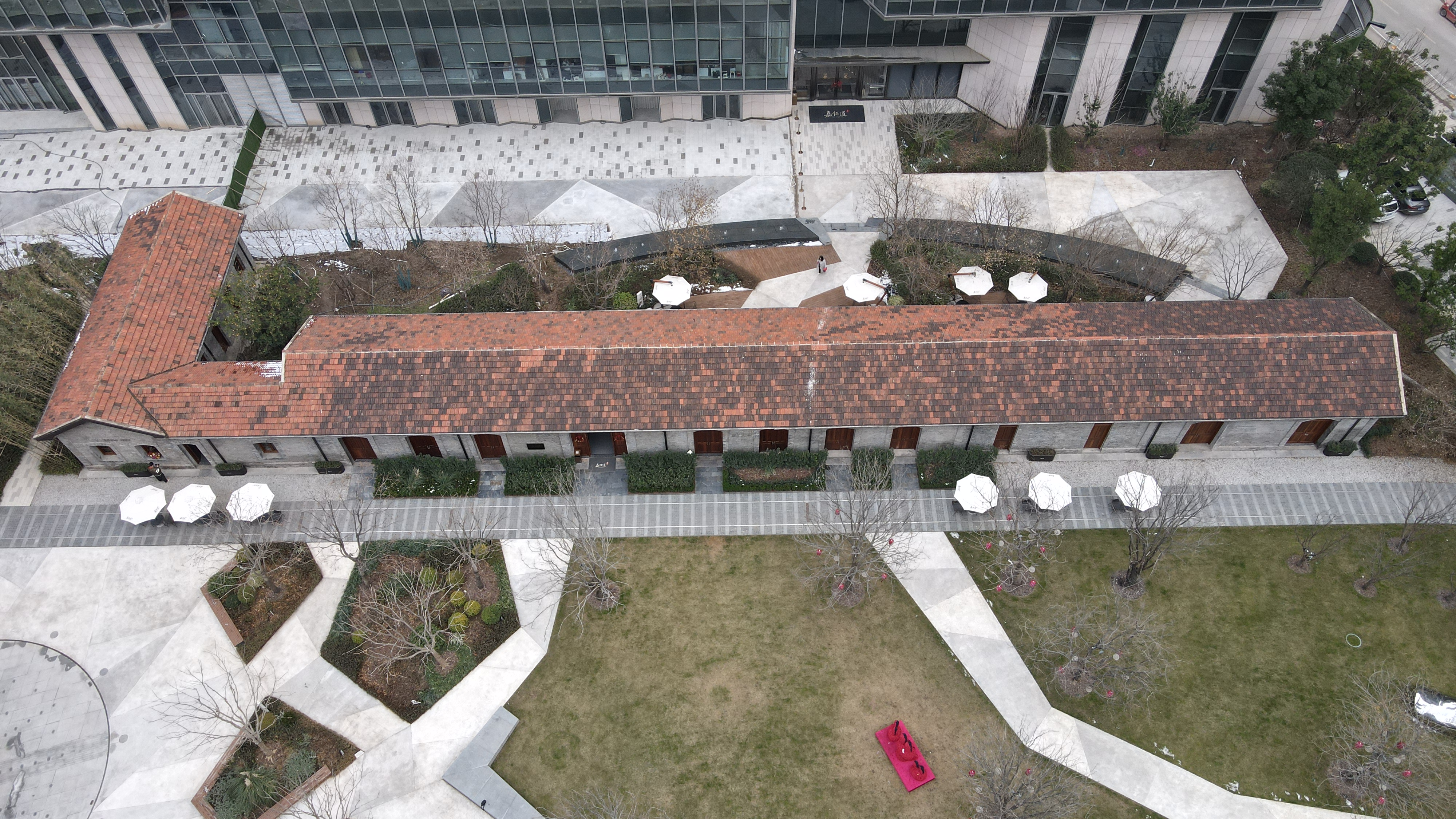
林祥谦就义处——江岸站站房（2023年）

晚7时，被捕的工人被押送至汉口江岸车站站台，林祥谦等数名工人被绑在站台电线杆上。张厚生找到林祥谦后，逼迫林祥谦下达复工令。林祥谦言道：“没有总工会的命令，工不可复。”如此问答三次后，张遂令刽子手连砍数刀并将林祥谦枭首。随后，一旁观望的铁路内以江岸机厂厂长杜拉克为首的京汉铁路各级员司劝阻了张厚生对其他工人的迫害。事后，张厚生不准林祥谦家属收殓尸体，林祥谦被曝尸数日。
8日，《申报》第4版刊登《京汉路工潮益烈》专电：
|  | 东方通讯社六日汉口电云、京汉铁路之同盟罢工工人组织决死队、因破坏刘家庙附近之轨道数十条、遂与武装之军起冲突。 |

9日，京汉铁路总工会武汉工团联合会为避免不必要的牺牲以保存实力准备将来的斗争，下令复工，大罢工遂以失败结束。
10日，湖北省工团联合会发檄声讨，萧耀南召开特别会议，武汉三镇戒严。
15日晨7时，在吴佩孚“不杀施洋，工潮难平”的命令下，萧耀南未经正当的法律程序将施洋在武昌洪山脚下杀害。

#### 长辛店惨剧

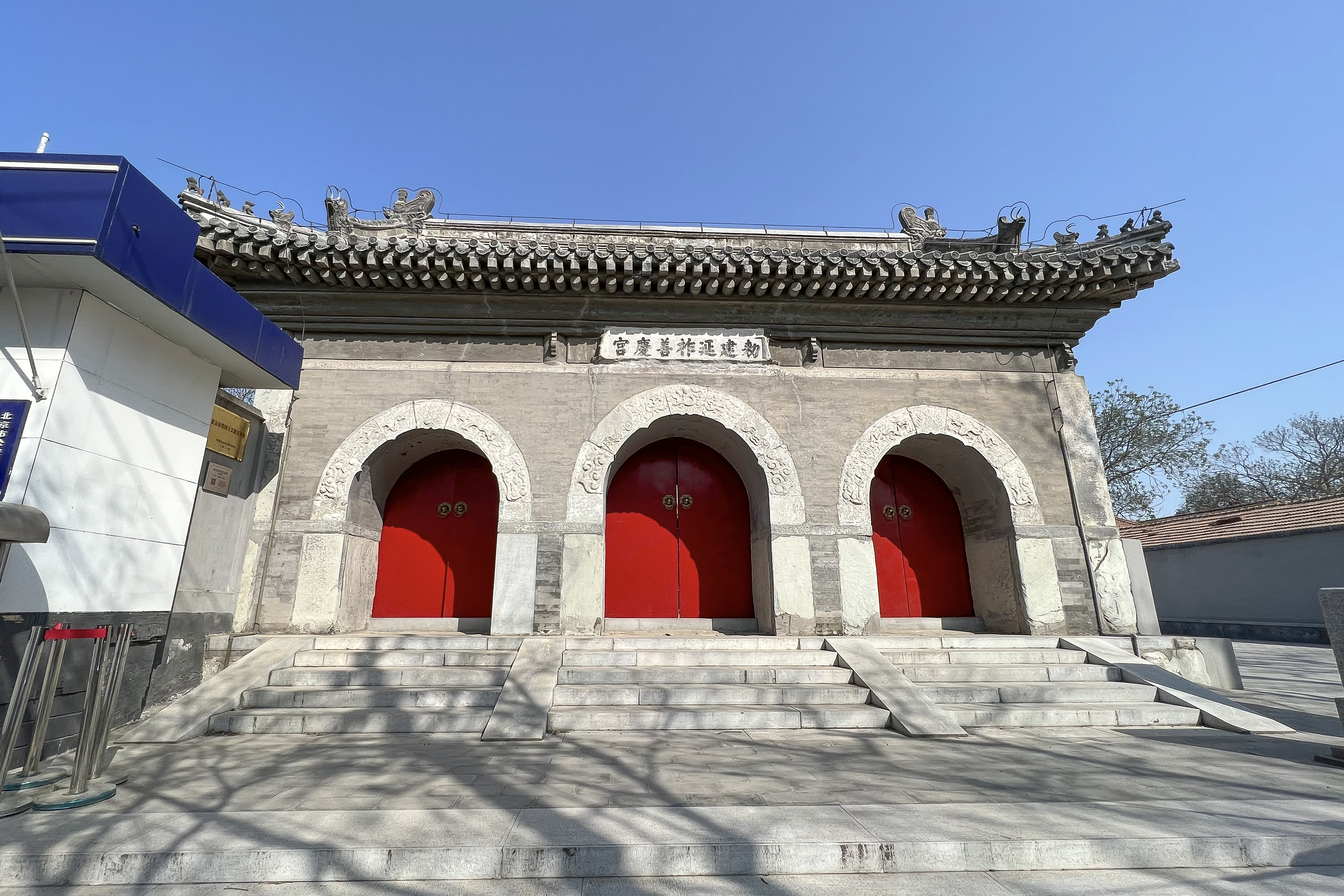
长辛店火神庙为当时的宛平县长辛店警察局驻地，长辛店工人纠察队副队长葛树贵1923年2月7日在此被杀害

2月7日黎明，3000余名工人聚集军队旅部门口要求放人。军警开枪，死者4名，包括长辛店纠察队队长葛树贵等、重伤者30余人（其中不少次日即不治）、被捕30人、大量人员轻伤。同日，长辛店工会迁至他处，军警将十一人押送至保定。事后，工人或亡命或被逼迫上工。

#### 郑州
2月7日，姜海士、王宗培被放出，姜被逼迫规劝工人上工；王被押送至北端劝说工人上工。十四师派一副官与剩下三人谈话要求下达复工命令但遭拒绝。
8日，黄殿辰召集县商会会长等人在普乐园召开国民大会，宣称罢工是无理取闹，并威胁工人上工。
9日，郑州工人听闻江岸惨剧，不得已在未经总工会命令下上工，但条件是换回高彬、钱能贵、刘文松三人。最终郑州无工人死亡，但事后被开除300余人。

#### 其他
其余工会诸如保定、高碑店等工会皆被查抄，领导骨干被捕。

## 因事件引起的其他罢工及后续

### 其他铁路或行业罢工
- 2月4日，正太铁路工人发觉不曾听闻京汉铁路火车轰鸣便察觉罢工发生，当晚商定若3日内京汉铁路罢工不成便开始罢工。7日午12时，按照既定决议发动罢工。9日，京汉铁路正定分工会遣人来报江岸、长辛店惨剧情形，请求复工免遭意外。10日，正太铁路复工[7]。
- 2月8日，得知江岸惨剧后，津浦铁路总工会决定13日发动罢工，南段浦镇方面即时罢工，但因中段北端没有罢工，总工会担心事态升级便要求暂缓南段罢工。后与津浦路方面交涉后最终放弃罢工[7]。
- 2月4日，道清铁路工人发动同情罢工，罢工持续了9天，但最终以失败告终[7]。
- 同时，京奉铁路、京绥铁路工人亦同情京汉事情有罢工意愿，但终未能实施[7]。

- 2月8日，得知林祥谦被害的消息后，武汉三镇各地诸如粤汉铁路、汉阳钢铁厂、汉冶萍轮驳、扬子机械厂等处工人相继宣布罢工，但都被军警逼迫复工[7]。同时，上海亦有罢工迹象，但最终未能爆发[7]。

### 后续

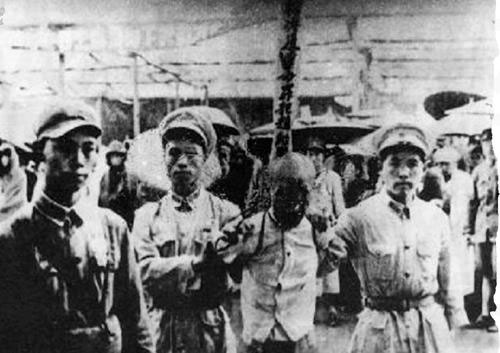
1951年7月16日，赵继贤在汉口江岸站被处决。照片正中，背插死囚标、被公安战士押解者为赵继贤。

事后，南段工会领袖东入上海，北段领袖入京津。同时各代表向中华民国国会上陈事件经过。
在罢工开始及长辛店惨剧发生后，北京国会有两名议员藉此询问政府，但没有实质性结果。事后，参众两院议员皆有调和举动，但总统黎元洪仅作敷衍。
1923年2月9日，北京各院校在北大第三院召开大会并举行游行，声讨军阀暴行。
1923年3月22日，北京各团体联合会在国立高等师范召开追悼大会。
1926年9月7日，北伐军占领阳夏，吴佩孚乘车逃离。当晚周天元率领工人在滠口站把铁轨的螺栓卸走。次8日，吴佩孚的火车刚出站便脱轨，因为吴所乘坐的是最后一节车厢因此并未翻车。吴只好下车一直步行到祁家湾站才再次乘车北逃。
1935年，中华民国铁道部在当年年鉴中的《工作摘要》一项中，提及了抚恤二七烈属一事。
|                                                | 九、本年度工作摘要。……（九）抚恤江岸二七烈士林祥谦等三十五人家属。…… |
| ——《铁道年鉴·第二卷·第十二章第一节》（1935年） |                                                                      |

1951年7月16日，赵继贤被执行枪决，枪决地点是当年林祥谦身亡之处——汉口江岸站。
1955年，日本军旅作家火野苇平率代表团访问江岸车站及江岸车辆厂，并听取了罢工参与者吴东山、张士漠（汉）对罢工的回忆。
1956年3月6日，毛泽东在听取铁道部长滕代远向中共中央汇报铁路工作时，作出评价：“中国工人运动还是从长辛店铁路工厂开始的”。

## 二七事件罹难者名录
| 姓名   | 籍贯         | 生年 | 工作职务             | 工会职务                                                 | 死因                                             | 备注       |
| ------ | ------------ | ---- | -------------------- | -------------------------------------------------------- | ------------------------------------------------ | ---------- |
| 林祥谦 | 福建省闽侯县 | 1892 | 江岸工务厂机器匠     | 江岸工会第一届会计干事 第二届会计委员 时任江岸工会委员长 | 2月7日，在江岸站被军警斩首                       | 名元德     |
| 施洋   | 湖北省竹山县 | 1889 | 律师                 | 京汉铁路总工会法律顾问                                   | 2月15日被军警杀害                                |            |
| 龚德咏 | 湖北省黄陂县 | 1893 | 江岸机务处摇车夫     | 江岸分工会会员                                           | 2月7日，在分工会门前与军警搏斗被击杀             | 咏或运     |
| 司文德 | 河南省汤阴县 | 1896 | 郑州工务段工人       | 郑州工务段总代表                                         | 1926年10月被捕，当月被害                         |            |
| 汪胜友 | 安徽省巢县   | 1870 | 郑州工厂工人         | 郑州分工会会长                                           | 1925年8月被捕，9月被害                           |            |
| 曾玉良 | 江苏省邗江县 | 1886 | 江岸机厂镟工         | 江岸分工会纠察团副团长                                   | 2月7日，在分工会门前被军警击杀（最先流血者）     | 原名曾玉柱 |
| 王先瑞 | 福建省亭江县 | 1895 | 江岸机厂镶配匠       | 江岸分工会会员                                           | 2月7日，在分工会门前与军警搏斗被击杀             |            |
| 胡兴顺 | 湖北省黄陂县 | 1883 | 江岸工务处领班       | 江岸分工会会员                                           | 2月7日，在住宿区与军警搏斗被击杀                 |            |
| 林开庚 | 福建省闽侯县 | 1879 | 江岸车头厂验车匠     | 江岸分工会会员、纠察队员                                 | 2月7日，在分工会门前与军警搏斗被击杀             |            |
| 梁甘甘 | 福建省闽侯县 | 1893 | 江岸车头厂验车匠     | 江岸分工会会员                                           | 2月7日，在分工会门前与军警搏斗被击杀             |            |
|        |              |      |                      |                                                          |                                                  |            |
| 晏佑来 | 湖北省黄陂县 | 1887 | 江岸工务修理厂铁匠   | 江岸分工会会员、纠察队员                                 | 2月7日，在分工会门前与军警搏斗被击杀             |            |
| 张福狗 | 湖北省黄陂县 | 1894 | 江岸车头厂生火夫     | 江岸分工会会员                                           | 2月7日，在分工会门前与军警搏斗被击杀             |            |
| 梅启发 | 湖北省黄陂县 | 1891 | 江岸车头厂生火夫     | 江岸分工会会员                                           | 2月7日，在分工会门前与军警搏斗被击杀             |            |
| 姜和顺 | 湖北省鄂城县 | 1895 | 江岸车头厂抬煤夫     | 江岸分工会会员                                           | 2月7日，在分工会门前与军警搏斗被击杀             |            |
| 王起鹏 | 安徽省巢县   | 1893 | 江岸车头厂生火夫     | 江岸分工会会员                                           | 2月7日，在分工会门前与军警搏斗被击杀             |            |
| 刘文银 | 湖北省孝感县 | 1889 | 江岸车头厂司机匠     | 江岸分工会会员                                           | 2月7日，在分工会门前与军警搏斗被击杀             |            |
| 陈芝槐 | 湖北省孝感县 | 1884 | 江岸车头厂抬煤夫     | 江岸分工会会员、纠察队员                                 | 2月7日，在分工会门前与军警搏斗被击杀             |            |
| 叶青山 | 湖北省鄂城县 | 1895 | 江岸车头厂验车匠     | 江岸分工会会员、纠察队员                                 | 2月7日，在分工会门前与军警搏斗被击杀             |            |
| 刘幼亭 | 湖北省新洲县 | 1901 | 江岸工务修理厂翻砂匠 | 江岸分工会会员                                           | 2月7日，在分工会门前与军警搏斗被击中，半月后不治 |            |
| 林元成 | 福建省闽侯县 | 1895 | 信阳车头厂生火夫     | 江岸分工会会员                                           | 2月7日，在江岸三道街被击杀                       | 林祥谦弟   |
|        |              |      |                      |                                                          |                                                  |            |
| 钱惠和 | 江苏省无锡县 | 1889 | 江岸车头厂锅炉匠     | 江岸分工会会员                                           | 2月7日，在分工会门前与军警搏斗被击中，次日不治   |            |
| 杨庆寿 | 湖北省孝感县 | 1893 | 江岸工务处摇车夫     | 江岸分工会会员                                           | 2月7日，在分工会门前与军警搏斗被击中，后不治     |            |
| 陈道忠 | 湖北省汉口市 | 1887 | 江岸车头厂生火夫     | 江岸分工会会员                                           | 2月7日，在分工会门前与军警搏斗被击中，14日不治   |            |
| 秦君   | 不详         | 不详 | 江岸车头厂工匠       | 江岸分工会会员                                           | 2月7日，在分工会门前与军警搏斗被击中，后不治     | 名不详     |
| 张春喜 | 湖北省宜昌县 | 1892 | 江岸工务处道班房小工 | 江岸分工会会员                                           | 2月7日，在分工会门前与军警搏斗被击中，后不治     |            |
| 丁道启 | 湖北省广水县 | 1893 | 江岸工务厂小工       | 江岸分工会会员、纠察队员                                 | 2月7日，在分工会门前与军警搏斗被击杀             |            |
| 李启成 | 湖北省秭归县 | 1903 | 江岸工务厂小工       | 江岸分工会会员                                           | 2月7日，在分工会门前与军警搏斗被击杀             |            |
| 姜鸿星 | 湖北省鄂城县 | 1887 | 江岸工务处送信夫     | 江岸分工会会员                                           | 2月7日，在分工会门前与军警搏斗被击中，后不治     |            |
| 辛克洪 | 河北省涿县   | 1901 | 长辛店修车厂木匠     | 长辛店分工会纠察小队长                                   | 2月7日，枪击毙于火神庙前                         |            |
| 吴祯   | 河北省涿县   | 1880 | 长辛店机厂镟工       | 长辛店分工会调查团团长                                   | 被捕，死于狱中                                   |            |
|        |              |      |                      |                                                          |                                                  |            |
| 葛树贵 | 山东省德平县 | 1887 | 长辛店机厂铆工       | 长辛店分工会纠察队长                                     | 2月7日，枪击毙于火神庙前                         |            |
| 杨诗田 | 北京         | 1884 | 长辛店工厂白铁匠     | 长辛店分工会干事                                         | 2月7日，枪击腹部受重伤死于医院                   |            |
| 赵长润 | 河北省涿县   | 1902 | 北京市印刷厂装订工   | 长辛店分工会会员                                         | 2月7日，枪击左背受重伤死于医院                   |            |
| 刘宝善 | 河北省       | 1898 | 长辛店工厂木匠       | 长辛店分工会干事                                         | 2月7日，枪击胸部受重伤死于医院                   |            |
| 李玉   | 河北省涿县   | 1893 | 长辛店工务修理厂木匠 | 长辛店分工会委员                                         | 被捕施加酷刑，出狱后死于家中                     |            |
| 刘老贤 | 河北省易州   | 1883 | 涞水九号道房工人     | 长辛店分工会会员                                         | 被捕施加酷刑，出狱后死于家中                     |            |
| 高顺田 | 河北省滦县   | 1877 | 高碑店车房司机       | 长辛店分工会会计主任                                     | 被捕施加酷刑，死于狱中                           |            |
| 高斌   | 河北省天津县 | 1893 | 郑州机厂镶配匠       | 郑州分工会委员长                                         | 2月5日被捕，严辞拒绝下复工令，后被摧残致死       |            |
| 郑成   | 不详         | 不详 | 不详                 | 不详                                                     | 不详                                             |            |
| 陈端炳 | 福建省闽侯县 | 1898 | 江岸机厂锅炉匠       | 江岸分工会会员                                           | 2月7日，在分工会门前与军警搏斗被击杀             |            |
|        |              |      |                      |                                                          |                                                  |            |
| 陈年伯 | 湖北省孝感县 | 1885 | 江岸机厂木匠         | 江岸分工会纠察团小团长                                   | 2月7日，在分工会门前与军警搏斗被击杀             |            |
| 徐延发 | 湖北省黄安县 | 1885 | 江岸机厂翻砂匠       | 江岸分工会会员、纠察队员                                 | 2月7日，在分工会门前与军警搏斗被击杀             |            |
| 李开元 | 广东省中山县 | 1902 | 江岸机厂翻砂匠       | 江岸分工会会员                                           | 2月7日，在分工会门前与军警搏斗被击中，次日不治   |            |
| 吴海发 | 湖北省孝感县 | 1893 | 江岸机厂帮匠         | 江岸分工会会员、纠察队员                                 | 2月7日，在分工会门前与军警搏斗被击中，当日不治   | 又名海王   |
| 柳成有 | 湖北省黄陂县 | 1898 | 江岸机厂铁匠         | 江岸分工会会员                                           | 2月7日，在分工会门前与军警搏斗被击杀             | 或名成有   |
| 吴彩贞 | 福建省福州县 | 1896 | 江岸机厂镶配匠       | 江岸分工会会员                                           | 2月7日，在分工会门前与军警搏斗被击杀             |            |
| 朱仁斌 | 福建省长乐县 | 1884 | 江岸机厂锅炉匠       | 江岸分工会会员                                           | 2月7日，在分工会门前与军警搏斗被击中，次日不治   |            |
| 梅才咏 | 湖北省黄陂县 | 1893 | 江岸机厂翻砂匠       | 江岸分工会会员                                           | 2月7日，在住宿区被军警击杀                       |            |
| 叶志松 | 湖北省黄陂县 | 1893 | 江岸机厂油漆帮匠     | 江岸分工会会员                                           | 2月7日，在分工会门前与军警搏斗被击杀             |            |
| 邱在坤 | 湖北省新洲县 | 1896 | 江岸机厂小工         | 江岸分工会会员、纠察队员                                 | 2月7日，在分工会门前与军警搏斗被击杀             |            |
|        |              |      |                      |                                                          |                                                  |            |
| 刘寿真 | 湖北省汉阳县 | 1871 | 江岸机厂铜匠         | 江岸分工会会员、纠察队员                                 | 2月7日，在分工会门前与军警搏斗被击中，当日不治   |            |
| 黄子章 | 福建省闽侯县 | 1903 | 江岸机厂镶配匠       | 江岸分工会文书                                           | 1924年被捕，受尽酷刑，于次年押往福建后不治       |            |

## 纪念

### 地名纪念
- 1952年，郑州将长春路更名为二七路；1955年，郑州市第二区更名为二七区。
- 1966年，南昌将火车站旁的站前街改名为二七街。
- 在武汉汉口江岸站旧址附近，有道路名为二七路，有街道名为二七街道。
- 1966年，铁道部长辛店铁路工厂更名为北京二七机车车辆工厂[18]。

### 建筑纪念
| 地域         | 建筑名                 | 图片 | 年份 | 详细地址                                     | 文保单位等级       | 备注                                 |
| ------------ | ---------------------- | ---- | ---- | -------------------------------------------- | ------------------ | ------------------------------------ |
| 北京市丰台区 | 长辛店“二七”大罢工旧址 |      | 1923 | 长辛店街道                                   | 全国文物保护单位   | 建筑群                               |
| 北京市西城区 | 二七剧场               |      | 1960 | 二七剧场路15号                               |                    |                                      |
| 郑州市二七区 | 二七纪念塔             |      | 1971 | 二七广场中心                                 | 全国文物保护单位   |                                      |
| 郑州市二七区 | 二七纪念堂             |      | 1952 | 钱塘路82号                                   | 全国文物保护单位   |                                      |
| 武汉市江岸区 | 京汉铁路总工会旧址     |      | 1923 | 解放大道2185号                               | 全国文物保护单位   |                                      |
| 武汉市江岸区 | 二七烈士纪念碑（老）   |      | 1958 | 二七路与解放大道交汇处江岸铁路工人文化宫院内 | 湖北省文物保护单位 |                                      |
| 武汉市江岸区 | 二七烈士纪念碑（新）   |      | 1999 | 解放大道2499号                               |                    | 现在同一院落内                       |
| 武汉市江岸区 | 武汉二七纪念馆         | 1985 |      | 解放大道2499号                               |                    | 现在同一院落内                       |
| 武汉市江岸区 | 林祥谦烈士就义处       |      | 1923 | 扶轮路                                       | 武汉市文物保护单位 | 即江岸站老站房，位于江岸站南场13道边 |
| 武汉市江岸区 | 林祥谦烈士雕像         |      | 1983 | 韦桑东路变电所院内                           | 武汉市文物保护单位 | 原位于江岸站1站台北侧                |
| 武汉市江岸区 | 武汉二七长江大桥       |      | 2011 |                                              |                    |                                      |
| 武汉市武昌区 | 施洋烈士墓             |      | 1923 | 洪山南麓                                     | 湖北省文物保护单位 |                                      |

## 文章作品

### 纪念文与论文
- 《紀念「二七」並追悼列寧》——李大钊
- 《二七紀念與中國工人階級》、《二七紀念與列宁主義》——赵世炎
- 《「二七」萬歲！！！》、《爲「二七」紀念告全國工人》——京漢鐵路總工會
- 《“二七”失敗後的安源工會》——刘少奇
- 《我對「二七」的感想》——傅景阳
- 《爲「二七」死于忠義的工友二週年紀念放聲一哭》——史文彬
- 《巴黎公社的革命精神气贯长虹》——武汉江岸车辆工厂工人评论组
- 《中國勞動階級鬥爭第一幕》——恽代英

### 文艺作品
- 史料《京汉铁路工人流血记》 （页面存档备份，存于）[7]——罗章龙
- 戏剧《暴力团记》 （页面存档备份，存于）[10]——村山知义（日本）
- 戏剧《红色风暴》——金山编剧
- 电影《风暴》——金山导演兼编剧，改编自《红色风暴》
- 小说《江岸站的战斗》——李信根据《红色风暴》改写

## 注
1. ↑  事实上由于吴曹二人下令工人禁止出境、医院禁止救济，死亡者或许不止52人，逮捕、受伤、其他情况者数据亦很难统计。《江岸车辆厂厂志》等文献里也只有大致数字。下不赘注。
2. ↑  但此五十二人并不是实际的死亡人数，也非全部都死于罢工前后。
3. ↑  事实上只是吴数次提及要保护劳工，并没有直接许诺。
4. ↑  即敢死队。
5. ↑  此声明黎元洪事后称未曾见过。
6. ↑  诸如后文提及的胡兴顺，其本身是看到军警在抢劫梅才咏家打抱不平便和军警发生冲突，因此梅胡二人皆被军警枪杀。
7. ↑  据《江岸车辆厂厂志》载，林元成当时只是闲居江岸，并未直接参与罢工。
8. ↑  但杜拉克等人劝阻的时机被工人评价为“很微妙”。
9. ↑  黎的谈话里只认为吴佩孚等人有责任而非当时政府所能及，自己亦不会过问此二人。[7]
10. ↑  此亦表现国民政府方面对二七罹难者的称谓。
11. ↑  江岸站今日已经废止拆除。
12. ↑  此雕像与上条就义处原来相距较近，因此被归为一个文保单位。目前二者相距较远，但截至2023年仍归为同一文保单位。
13. ↑  江岸站今日已经废止拆除。